# Plaza Vakhtang Gorgasali
La plaza Vakhtang Gorgasali (idioma georgiano: გორგასალის მოედანი) es una plaza en la parte histórica de Tiflis, cerca de la frontera del distrito histórico de la Vieja Tiflis. El puente Metekhi conduce a la plaza y se encuentran las calles de Hovhannes Tumanyan , Kote Abkhazi, Shardeni, Zdanevich Brothers y otros.

## Historia

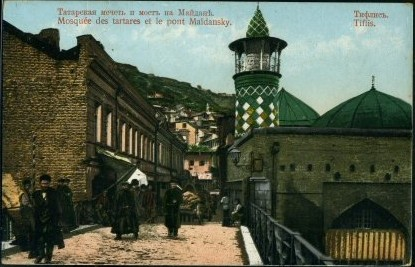
Mezquita chiita.

La plaza recibió su nombre actual en 1958 en honor al rey georgiano Vakhtang I Gorgasali (siglo V). Es considerada la zona comercial más antigua de la ciudad. Desempeñó este papel hasta la década de 1920.
Estaba ubicado en el ferry más antiguo de la ciudad a través del río Kura (puente de Metekhi).
Como se encuentra en el muro de la fortaleza (desde el exterior), se llamó la fortaleza (Tsikhis Moedani). En la pared en el área de la plaza estaban la Puerta del Baño, que conducía desde la fortaleza hasta el distrito de Abanotubani (Baño). A mediados del siglo XIX, los musulmanes (azerbaiyanos y persas) se establecieron allí y cambiaron el nombre a la Plaza Tatar.
Parte del edificio histórico de la plaza, en particular, Zubalashvili caravanserai y la mezquita chiítade Tiflis, se perdieron durante la reconstrucción del Puente Metekhsky en 1951. Recientemente, las autoridades de la ciudad han anunciado su intención de restaurar esta parte del histórico Tiflis Antiguo, a como lo era en la primera mitad del siglo XX.

## Atracciones

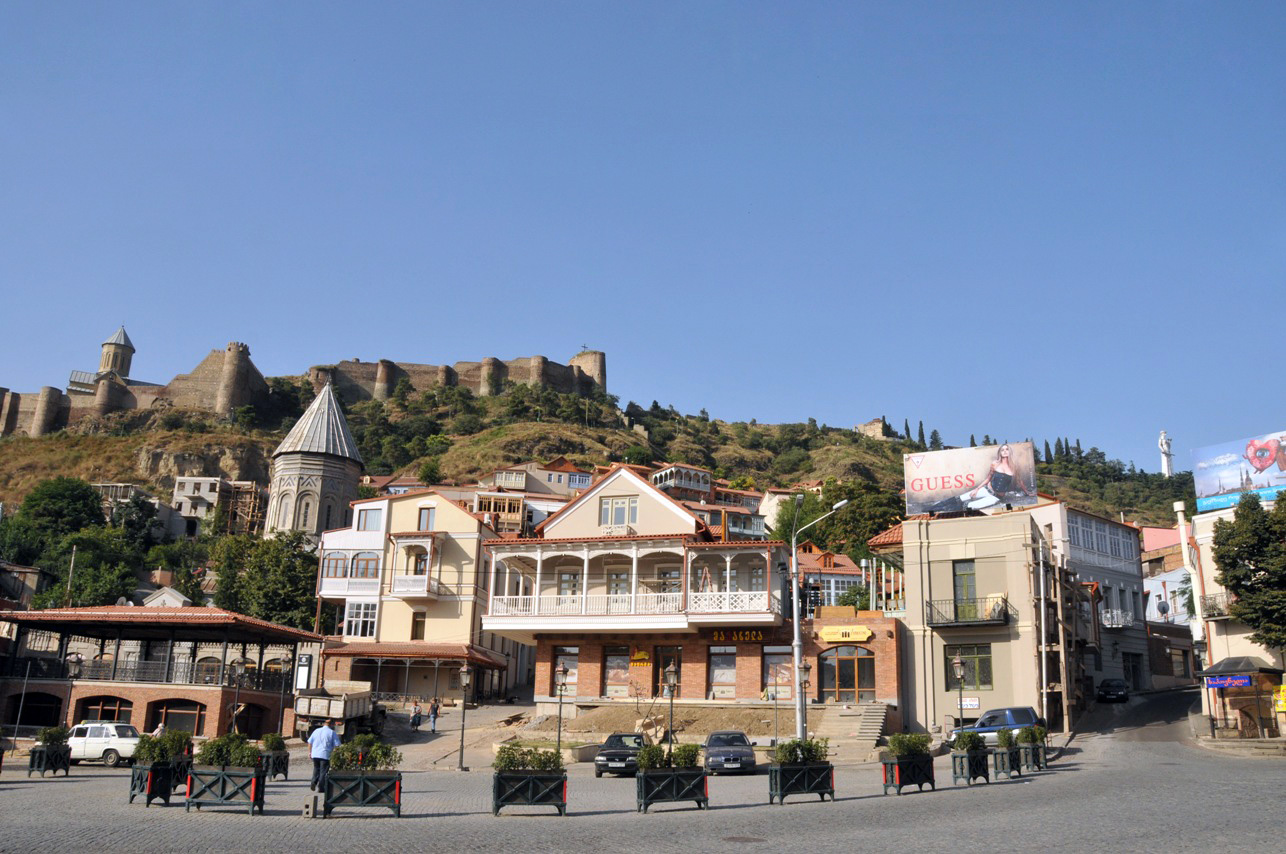
Parte de la plaza Gorgasali con el monumento Sayat-Novaе.

Monumento de Sayat-Nova (2009, escultores Gia Dzhaparidze y Kakhi Koridze).